# Göteborgs arbetarinstitut

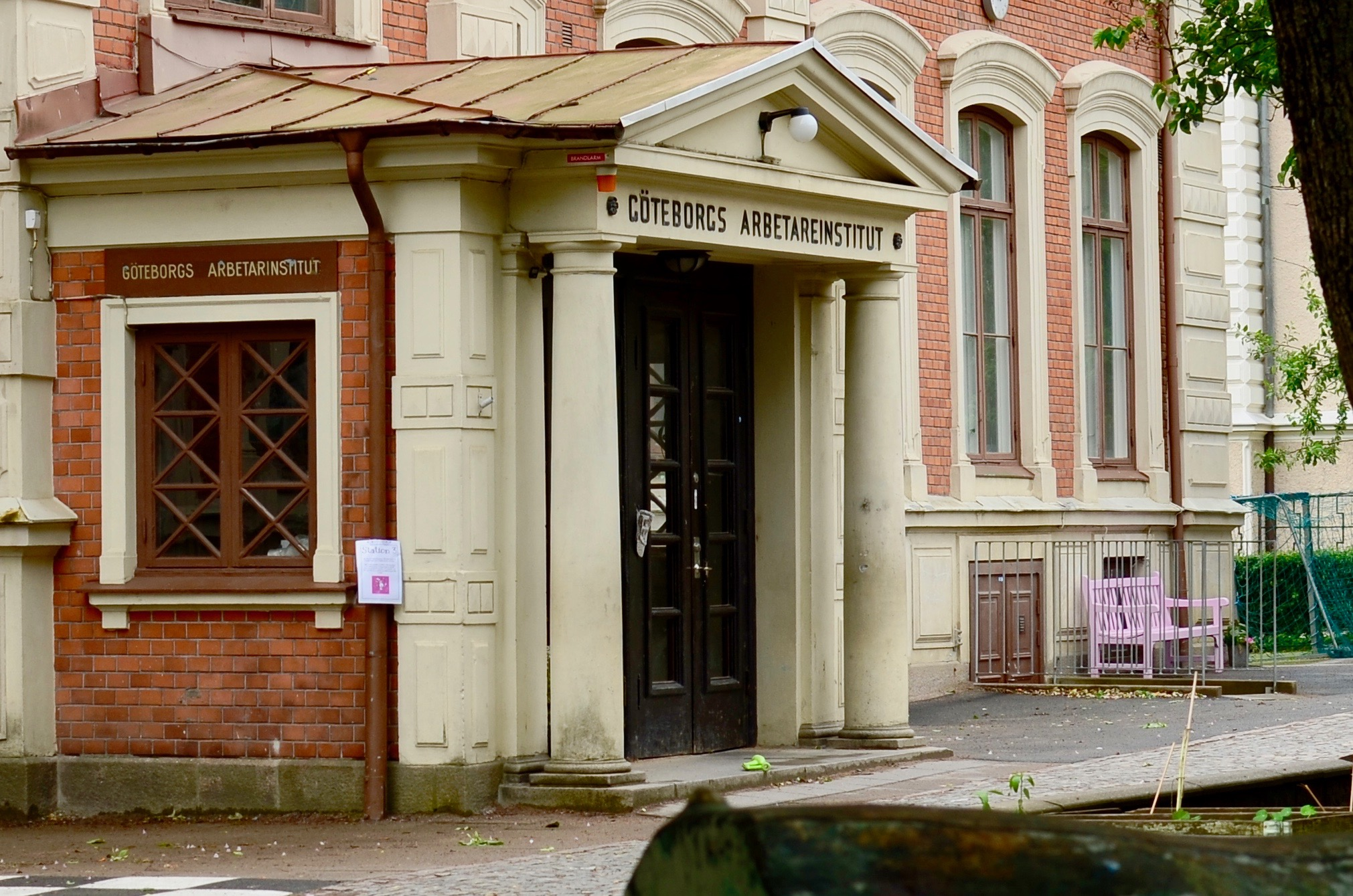
Göteborgs arbetarinstituts hus på Magasinsgatan 23.

Göteborgs arbetarinstitut (fram till 1932 Göteborgs arbetareinstitut) bildades 1883 på initiativ av Edward Wavrinsky.

## Bakgrund
Sveriges första arbetarinstitut bildades i Stockholm den 3 oktober 1880 av Anton Nyström. Nyström menade att det var bättre att ”förebygga mänskliga lidanden, svagheter och brott än att söka bot för dem, då de en gång alstrats”. Anledningar till dessa brister ansåg han vara ”bristfällig uppfostran, skev bildning, fördomar, orättvisor, skadliga nöjen och njutningar, dryckenskap m.m.”. Idén med ett arbetarinstitut var att sprida upplysningen till alla samhällsklasser i form av föreläsningsserier mot låg avgift på tider då folk hade möjlighet att delta.

## Bildandet
Den 19 februari 1883 sammanträdde på initiativ av Edward Wavrinsky en grupp personer med avsikt att starta ett motsvarande arbetarinstitut i Göteborg. De var professor August Wijkander (ordförande), ingenjör James Keiller (vice ordförande), grosshandlare Julius Lindström (kassaförvaltare), skomakare Nils Fryckholm, målare A. J. Lundström, smedmästare O. Pettersson, tullvaktmästare J.F. Sandbäck, doktor Karl Warburg och löjtnant Edward Wavrinsky själv (sekreterare och föreståndare). Sigfrid Wieselgren knöts till styrelsen brevledes.
Wavrinskys syfte med inrättandet av Göteborgs arbetarinstitut var “/.../ att bereda tillfälle till inhämtande av allmännyttig kunskap och avser närmast att bibringa kroppsarbetarne kännedom om naturens och andens företeelser och deras lagar. Egentlig yrkesundervisning faller utom institutets verksamhet. Undervisningen meddelas väsentligen genom föreläsningskurser av den art, att de kunna uppfattas av åhörare med vanlig folkskolebildning. Undantagsvis kunna, i samband med föreläsningarne, elementarkurser anordnas. Även hållas utom de särskilda föreläsningskurserna enstaka allmänfattliga föredrag”.
De ämnen som föreläsningskurserna skulle ta upp var matematik, naturlära, anatomi, hälsolära, läran om djur-, växt- och stenriket, jord- och folkbeskrivning, svensk historia, samhällslära, levande språk.
Styrelsen skulle bestå av nio personer, en blandning av industri- och näringsidkare, vetenskapsmän och kroppsarbetare.

## Arbetarinstitutets första verksamhetsår

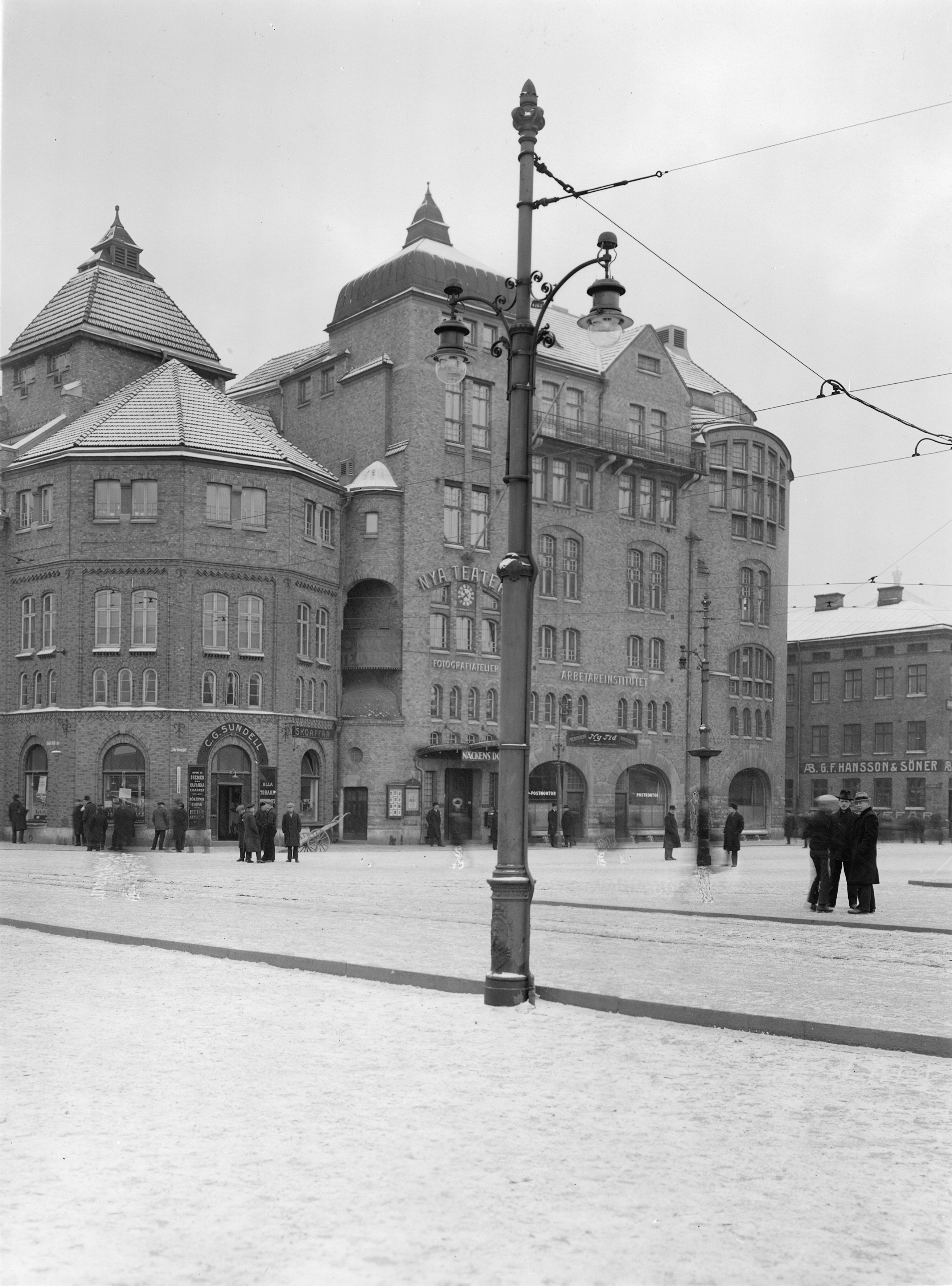
Arbetareföreningens Hus på Järntorget 8 i Göteborg.

Institutet invigdes den 7 mars 1883 och anslag om 5000 riksdaler för verksamhetsåret 1883-1884 ansöktes från stadskassan som Göteborgs stadsfullmäktige biföll. Under detta första år gavs en mängd föreläsningar i en hyrd sal hos Göteborgs arbetareförening vid Järntorget som rymde drygt 600 personer.
Exempel på föreläsningar som gavs under första verksamhetsåret: Nordamerikas indianer och deras levnadsförhållanden (löjtnant Wavrinsky), Arbetets och värmets förhållande sins emellan (professor Wijkander), Fosterlandets historia närmast före och efter statsvälvningen 1809, (rektor Holmlin), De egyptiska hieroglyferna och de assyriska kilskrifterna (adjunkt Hallgren), Medel till förebyggande av eldsvådor samt eldsläckning och räddning ur eldfara (löjtnant Wavrinsky),  Luftens betydelse för människan (doktor Wretlind), Naturhistoria (doktor Stuxberg), Gustaf II Adolfs tal och skrifter (doktor Warburg), Grundtvig, folkhögskolans fader (rådman Wieselgren), Martin Luther (adjunkt Hallgren), Schulze-Delitzsch, hans person och livsgärning (redaktör Södergren), De naturföreteelser, som tillkännagiva vårens och vinterns inträdande (professor Wijkander), Lergodstillverkning (ingenjör Pegelow), Astronomi (lektor Jäderin).

## Stiftelsen Göteborgs arbetarinstitut
I samband med att Göteborgs stadsfullmäktige 1894 beviljade Arbetarinstitutet ett belopp på 25 000 kronor ur Renströmska utdelningsfonden bildades Stiftelsen Göteborgs arbetarinstitut. År 1904 erhöll institutet ytterligare 25 000 kronor genom August Röhss testamente.
Stadsledningskontoret fick den 2 april 2015 i uppdrag att för stiftelsen ansöka om permutation hos Kammarkollegiet.
| Föreståndare           | Period    |
| ---------------------- | --------- |
| Edward Wavrinsky       | 1883–1886 |
| Gustaf Oskar Börjesson | 1886–1903 |
| C Thulin               | 1903      |
| Axel August Jonsson    | 1904–1939 |
| Sten Sjögren           | 1939–1946 |
| Valter Stjernström     | 1946–1967 |
| Gösta Berrman          | 1968–1984 |
| Lars S Buller          | 1985–1993 |

## Folkkonserterna
År 1894 bildade Göteborgs arbetarinstitut en musikfond som skulle generera medel för folkkonserter. Den första folkkonserten hölls 2 februari 1895 och 1983 hölls den 1 600:de konserten. Fortfarande 1992 var Folkkonserterna en del av Arbetarinstitutets verksamhet.

## Göteborgs arbetarinstituts lokaler

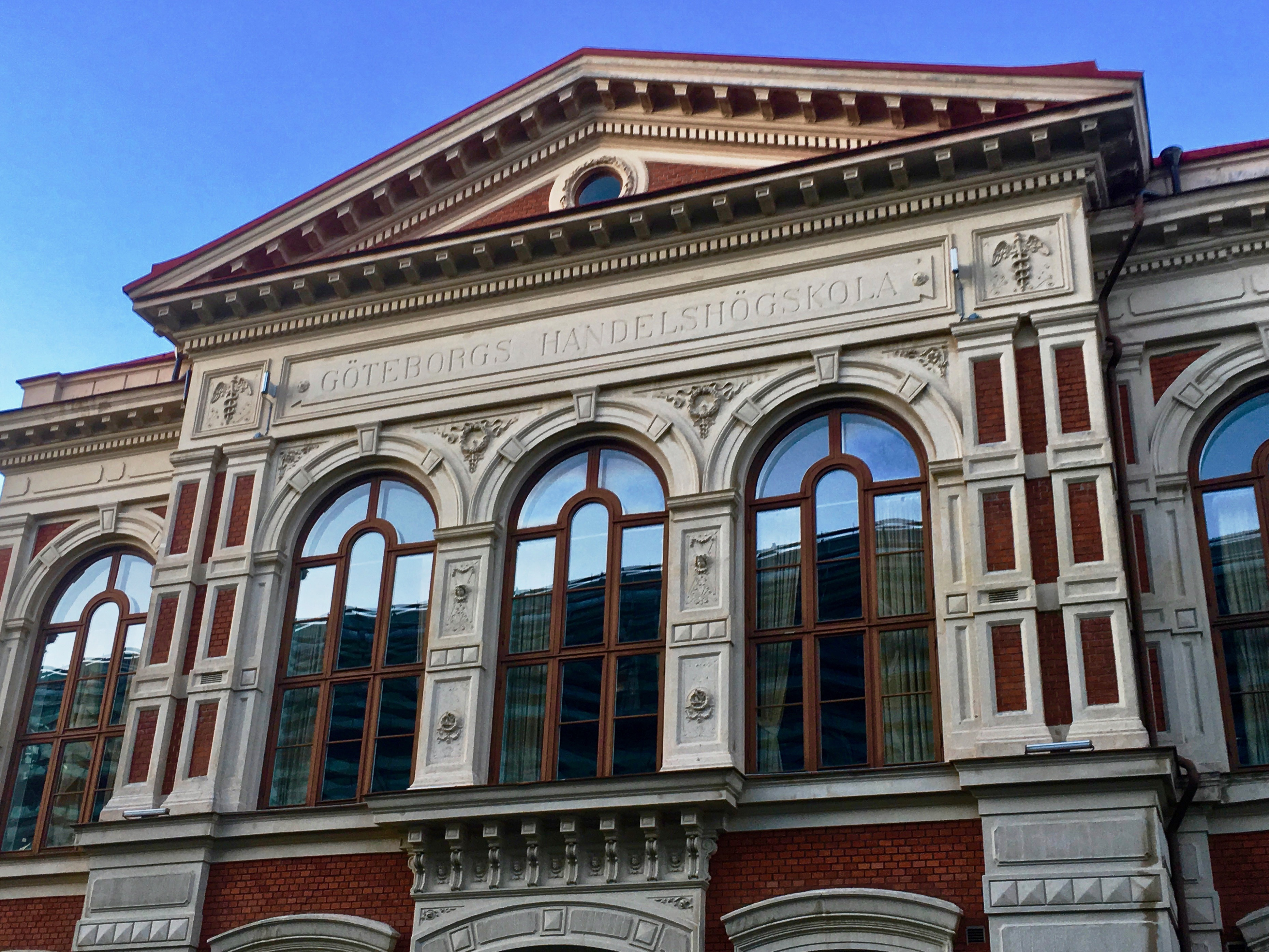
Göteborgs handelshögskola Läroverksgatan 6

Göteborgs arbetarinstituts lokal låg mellan åren 1883 och 1925 kvar i Göteborgs arbetareförenings hus med undantag av åren 1907-1909 då detta hus byggdes om. 1925 flyttade Arbetarinstitutet in i ett hus i hörnet av Läroverksgatan 6 och Magasinsgatan 23 från början byggt för Göteborgs handelsinstitut (1881-1915) och som därefter inhyst Göteborgs handelshögskola (1915-1925). Arbetarinstitutet disponerade till en början vinden och andra våningen medan Handelshögskolan disponerade bottenvåningen och källaren ytterligare ett tag.
1932 blev Göteborgs arbetarinstitut en nämnd inom Göteborgs kommun. I samband med detta ändrades stavningen från den tidigare Göteborgs arbetareinstitut.

## Sommarunderhållningen
1946 fick Arbetarinstitutet i uppdrag av kommunen att anordna sommarunderhållning på olika platser i Göteborg med syftet ”att göra kultur och upplevelser tillgängliga för alla”. Hemmascenen för sommarunderhållningen var Slottsskogsteatern. Föreläsningsverksamheten fick mot slutet av 1950-talet konkurrens av radio och tv och ebbade ut i början av 1970-talet medan musikverksamheten och övriga kulturella verksamheter så som Folkkonserterna, Slottsskogsteatern med sommarunderhållningen och Speldags, (som sedan 1969 tagit kulturen ut till vårdhem, träffpunkter och äldreboenden), fortsatte att blomstra.

## Samarbetet med Göteborgs hembygdsförbund
I samarbete med Göteborgs hembygdsförbund (bildat 1950) startade våren 1951 en föreläsningsserie och guideutbildningsverksamhet. Göteborgs turistbyrå var också en samarbetspartner. Under de första tio åren hölls 25 föreläsningar och 12 kurskvällar för guide- och reseledarutbildning varje år på Arbetarinstitutet. Föreläsningarna var öppna för allmänheten.

## Göteborgs kvällsfolkhögskola
År 1957 startade Göteborgs kvällsfolkhögskola på Arbetarinstitutet med institutet som huvudman och Bengt John som rektor. Verksamheten utvärderades 1966 dels av bildningskonsulenten Ingel Jagren (senare rektor för Hola folkhögskola) och dels av en kommitté bestående av Åke Norling och Arne Berggren (för Göteborgs stad) och Bengt Bergander och Lars Andréasson, (representanter för Göteborgs arbetarinstitut). Verksamheten var i sin form inte berättigad till statsbidrag och ansågs för dyr för Göteborgs stad. Följden av utvärderingen blev att Nordiska Folkhögskolan 1967 gick in i ett samarbete med Arbetarinstitutet och Göteborgs kvällsfolkhögskola blev Nordiska Folkhögskolans ämneskurser i Göteborg, sedermera Göteborgs folkhögskola. År 1969 bestod ämneskursen av en tvåårig ungdomsledarutbildning.

## Idag
Arbetarinstitutet låg kvar i huset på Magasinsgatan tills det avvecklades 1993 och uppgick i Göteborgs stads nybildade kulturnämnd som idag (2019) fortsätter att stödja verksamheter som Speldags och sommarunderhållningen i Göteborg.
Idag inryms Gustaviskolan i lokalerna på Magasinsgatan 23.